# Advocacy Coalition
Als Advocacy Coalition (von englisch advocacy ‚Eintreten‘) wird in der Politikwissenschaft ein Bündnis verschiedener politischer Akteure innerhalb eines Policy-Netzwerkes bezeichnet. Diese Akteure – das können Parteien, Interessengruppen, Bürgerinitiativen, Journalisten und Wissenschaftler sein – eint ein gemeinsames politisches Ziel. Eine Advocacy Coalition tritt nicht als geschlossene Gruppe auf. Oftmals ist es nicht sofort ersichtlich, wer einer solchen Advocacy Coalition angehört. Nur das inhaltliche Agieren zur Erreichung des Ziels setzt diese als Koalition fest.
Beispiel für eine Advocacy Coalition können Medienkampagnen sein, die einen politischen Prozess unterstützen.

## DasAdvocacy Coalition Frameworkals Analyseinstrument
Das Advocacy Coalition Framework unterteilt „Politik in Polity (Institutionen des politischen Systems), Politics (politischer Prozess) und Policy (politische Inhalte beziehungsweise Politikfelder), [und] konzentriert sich darauf, den Policy-Wandel zu erklären“.